# Marczibányi István

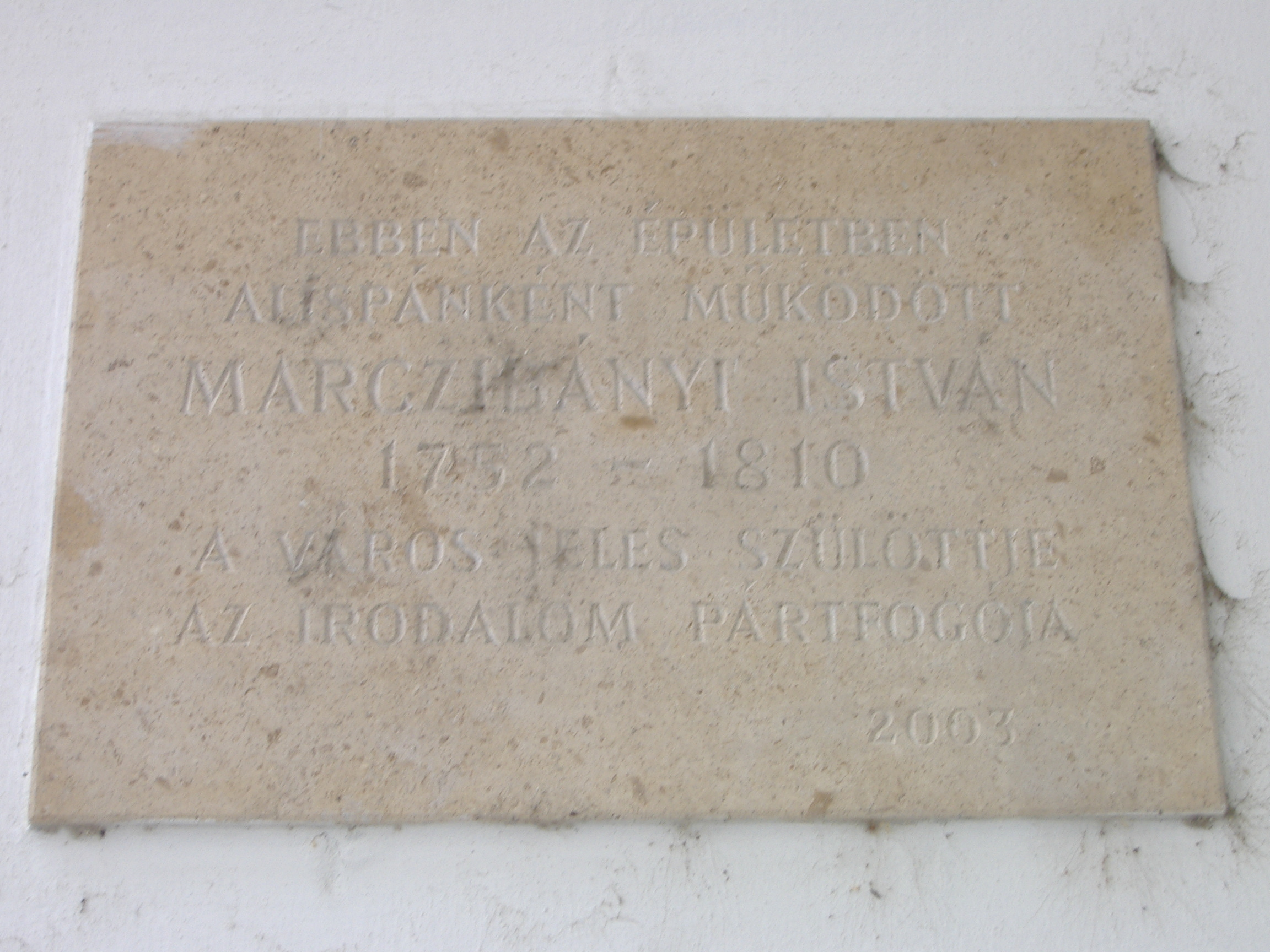
Emléktáblája Makón

Puhói Marczibányi István (Makó, 1752. július 25. – Buda, 1810. december 21.) Csanád vármegye alispánja, valóságos belső titkos tanácsos, a művészetek és a tudomány mecénása.

## Élete
Édesapja Marczibányi Lőrinc (elhunyt 1769) csanádi főjegyző majd alispán és követ, édesanyja Kvassovszky Judit volt, családjának tagjai gazdag földbirtokosként jómódban éltek, uradalommal rendelkeztek Csanád, Arad és Szerém vármegyékben.
Iskoláit Budán, Pozsonyban és Nagyszombatban végezte, jogot tanulni Egerbe ment. A Bánság visszacsatolása után, 1780-ban a temesi kerület tartományi biztosává nevezték ki, egyúttal elnyerte a királyi tanácsosi címet is. 1783 és 1786 között Csanád vármegye alispánja volt; tisztségéről betegsége miatt lemondott, és dombegyházi birtokára vonult vissza. Az 1790–91-es országgyűlésen a vármegye egyik követeként vett részt. 1779-ben, a porosz háború alkalmával gyalogos és lovas katonákat állított ki, lovakkal, takarmánnyal, és készpénzzel támogatta az államot.
1800-ban I. Ferenc magyar király és osztrák császár udvari tanácsosává nevezte ki, ezért addigi lakhelyéről, a Csanád megyei Tornyáról előbb Pestre, majd Budára költözött; itt vált a tudományok és az irodalom pártfogójává. Feleségül vette Majthényi Máriát, Majthényi Károly jótékonyságáról ismert septemvir, királyi tanácsos lányát. 1810-ben halt meg, Budán, a Bécsből II. József magyar király által Budára telepített Szent Erzsébet-rendi apácáknál, az egykori bosnyák ferencesek Szent Ferenc sebei templomának (Fő utca 41–43.) kriptájában, az oltár alatt temették el, felesége mellett. A 43. szám alatti, lizénasoros fehér palota a buda-vízivárosi Csalogány utca-Fő utca kereszteződésében az ő 1805. évi Menhely alapítványának adott otthont, ma az apácarend és a Budapesti Német Római Katolikus Plébánia székhelye, ez utóbbit 1920 táján alapították (www.elisabeth.hu). A két copf stílusú szarkofágot a második világháború ostromakor feltehetőleg a szovjet katonák feltörték, máig így állnak. Rajta – Pokorny Emánuel 1935-ben közölt fényképe szerint – egy Ferenczy István által készített mellszobra állt, amely rég eltűnt. A kriptát, amely az alapító ápoló apácarend és 14 magyar arisztokrata család tagjainak – köztük híres regényhősöknek – hamvait tartalmazza, azóta sem renoválták, részben lomtár, szemétdomb. 
Marczibányi István halála után – a végrendelet végrehajtója Marczibányi Imre révén – a Marczibányi Alapítvány alapítólevélben 1000 forintot biztosít a Nemzeti Múzeum céljaira és a tudományok magyar nyelven való előmozdítását célzó pályázatokra.Pest vármegye és a Nemzeti Múzeum tárgyalásai alapján 500 forint illeti meg a Nemzeti Múzeumot, 400 forint a nyertes pályázatot ("legbetsesebb, s jó erköltsöket tárgyazó, vagy históriákban vagy törvényes és orvostudományokban, vagy classicusok fordításában hazai nyelven készült munkát") és 100 forint pedig az évenként kiírt nyelvészeti pályakérdések helyes megfejtőit.
A pályamunkák elbírálása Pest vármegye által választott bizottság feladata, mely bizottság elnökét a nádor nevezi ki. A vármegye választása a bizottság tagjaiként báró Prónay Sándorra, Glosius Dánielre, Georch Illésre, Szentkirályi Lászlóra, Jankovich Miklósra, Stettner Mátéra, Kovachich Márton Györgyre ésSchedius Lajosra esett. A nádor a Nemzeti Múzeum képviseletében Miller Jakabbal és Horvát Istvánnal egészítette ki a bizottságot, s az elnöki tiszttel pedig gróf Teleki Lászlót bízta meg.
A megalakult bizottság Marczibányi-küldöttség néven 1817. március 26.-án tartotta alakuló ülését.Első ízben 1817. június 13,-án tartott ülésen ítélte oda a küldöttség az 1815. és 1816. évre szóló nagyjutalmat, s ugyanezen az ülésen hirdette ki 1815-től kezdődően először az évenkénti pályakérdéseket. Az évenként számba vett magyar nyelvű munkák, tudományos, szépirodalmi és fordított művek legjobbjainak szerzői számára a Marczibányi-díjak ünnepélyes külsőségek között kerültek kiosztásra. Első ízben 1817. november 23-án, másodízben 1820. március 23-án a nádor jelenlétében. Az ünnepségek lefolyásáról Horvát István munkái adnak részlete tájékoztatást.

## Mecénási tevékenysége
- A Ludovika Akadémiának 50 000 forint támogatást nyújtott, azzal a kikötéssel, hogy az oktatás magyar nyelven folyjon.
- Szintén 50 000 forint támogatással létrehozott egy, a magyar tudományos és szépirodalmi művek jutalmazására hivatott alapítványt, aminek kezelését 1845-ben a Magyar Tudományos Akadémia vette át.
- Budán a Császár fürdőt megvásárolta, azt az Irgalmas rendnek átadta kórház és menedékház létesítése céljából. Ezzel lehetővé tette a II. József által feloszlatott és elűzött rend Budára való visszatérését, ráadásul jelentős összeget is adományozott az irgalmasok első kórházának alapításához, amely egyben Buda első igazi kórháza is lett.[5]
- Házat építtetett az Erzsébet apácáknak Budán.
- Régiséggyűjteményének egy részét 1802-ben a Magyar Nemzeti Múzeumra hagyta.
- Léván piarista gimnáziumot alapított saját pénzéből.
- Több vármegye szegényebb lakosságát és iskoláit pénzzel támogatta.
- Földesúrként finanszírozta a pilisvörösvári, solymári és kamenicai templomok bővítését, felújítását.

## Emlékezete
- Makón a rendszerváltás után, 1990-ben a korábban névtelen, majd 1960 óta Marx nevét viselő fürdő előtti, belvárosi tér Marczibányi István nevét vette föl. 2011 decembere óta az egy hónappal később átadott új Termál- és Gyógyfürdő tervezője, a néhai Makovecz Imre a tér új névadója – a világhírű organikus építésznek több alkotása is áll a városban. Marczibányi neve ugyanakkor nem tűnt el a város térképeiről: a Posta utca Hagymaház előtti részét, egy korábban névtelen közteret kereszteltek át tiszteletére.
- Budapest II. kerülete teret, általános iskolát és művelődési intézményt nevezett el róla.[6] A Művelődési Központ épületén emléktábla hirdeti nevét. Az önkormányzat egy emlékfüzetet adott ki, amely ott beszerezhetetlen.
- Solymár még a 20. század elején utcát nevezett el róla, a nagylelkű felajánlása révén megfelelő méretű toronnyal gazdagodott katolikus kegytemplom közvetlen közelségében. Érdekesség, hogy az utcanév – a község más, a feudális világot idéző utcaneveivel ellentétben – 1945 után is változatlan maradt, így ma azon négy solymári utcanév egyikének számít, amelyek a község első hivatalos utcaelnevezései óta változatlan formában léteznek.